# Killdozer
Killdozer var ett noiserockband från Madison, Wisconsin i USA. Bandet bestod främst av medlemmarna Michael Gerald samt bröderna Bill och Dan Hobson och grundades 1983.
Namnet tog de ifrån filmen Killdozer! från 1974, som i sin tur är baserad på Theodore Sturgeons kortroman från november 1944 med samma namn. De släppte fyra album under 1980-talet: Intellectuals Are the Shoeshine Boys of the Ruling Elite (1984), Snake Boy (1985), Little Baby Buntin' (1987) och Twelve Point Buck (1989), innan de splittrades 1990.
Dock återförenades de tre år senare och släppte ytterligare två album: Uncompromising War on Art Under the Dictatorship of the Proletariat (1994) och God Hears Pleas of the Innocent (1995) innan de slutligen splittrades 1996. Deras sista turné tillsammans gick under namnet "Fuck You, We Quit!".